# Porte-traîne nouna
Lesbia nuna
Espèce
Statut de conservation UICN

 LC  : Préoccupation mineure
Statut CITES
Le Porte-traîne nouna (Lesbia nuna) est une espèce de colibri présente en Amérique du Sud, dans le nord-est de la Colombie, au Pérou et en Équateur.

## Habitats
Ses habitats sont les forêts tropicales et subtropicales humides de montagne ; la végétation de broussailles de hautes altitudes ; ainsi que les prairies de hautes altitudes. On la trouve aussi sur les sites d'anciennes forêts lourdement dégradées.

Carte de répartition de l'espèce

## Sous-espèces
D'après Alan P. Peterson, cette espèce est constituée des cinq sous-espèces suivantes :
- Lesbia nuna eucharis  (Bourcier & Mulsant, 1848)
- Lesbia nuna gouldii  (Loddiges, 1832)
- Lesbia nuna gracilis  (Gould, 1846)
- Lesbia nuna nuna  (Lesson, 1832)
- Lesbia nuna pallidiventris  (Simon, 1902)

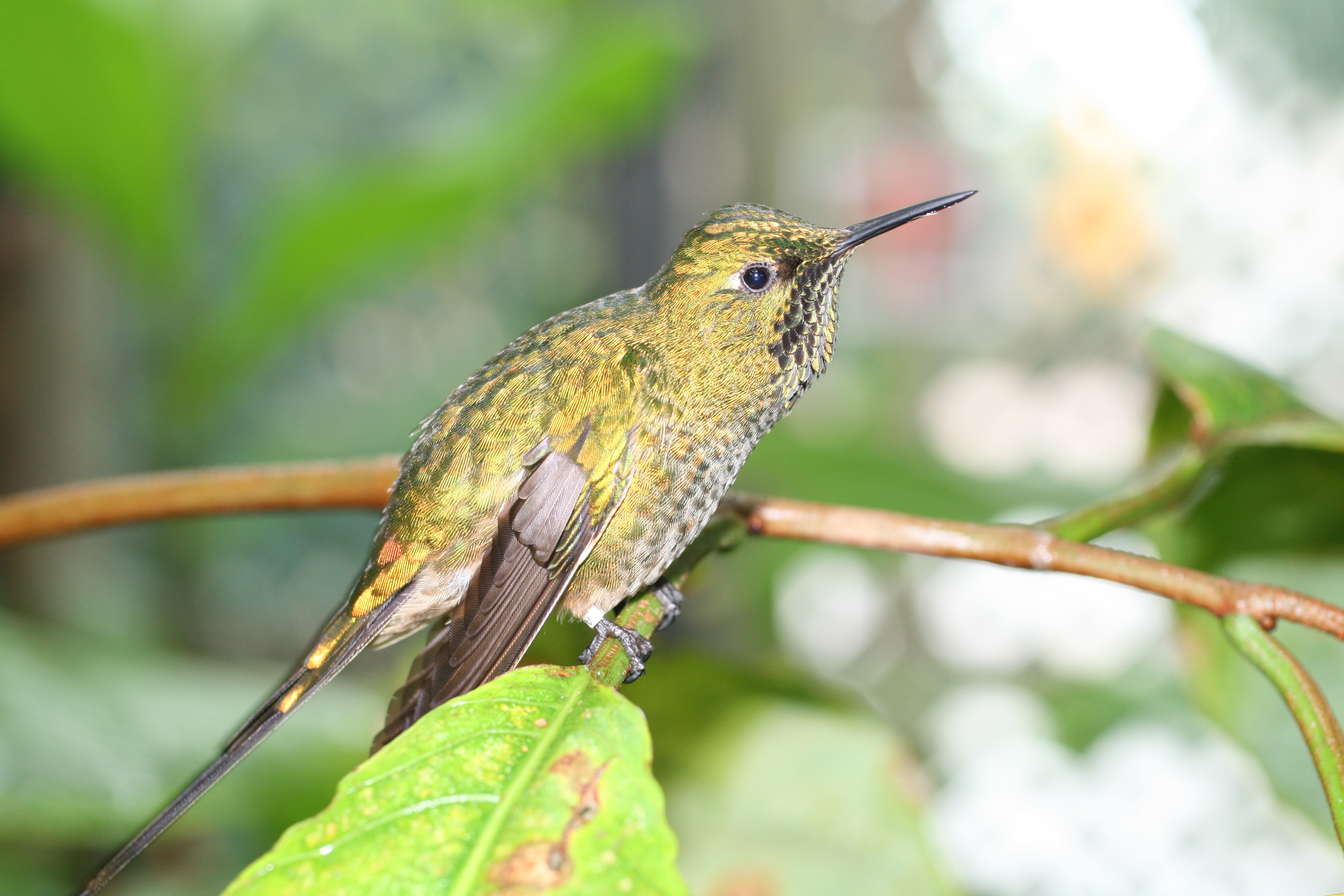
Plan rapproché